# PVSK-Panthers
El PVSK-Panthers, más conocido como Pécsi VSK-Veolia por motivos de patrocinio, es un equipo de baloncesto húngaro con sede en la ciudad de Pécs, que compite en la A Division, la máxima competición de su país. Disputa sus partidos en el Lauber Dezsõ Városi Sportcsarnok, con capacidad para 3,000 espectadores.

## Historia
Fundado en 1944, el club es parte de la asociación deportiva Pécsi VSK, creada en 1919. Es el club más antiguo, que no es de Budapest, que más años ha jugado en la liga. Lleva jugando un total de 48 años en la A Division, siendo el tercer club que más años lleva, solo por detrás del MAFC y del Budapesti Honvéd SE.
Disputaron por primera la vez la 1ª División Húngara en 1946, permaneciendo en ella cuatro años, hasta 1950. Desde 1955 hasta 1985 (30 años seguidos), jugaron en la 1ª División Húngara, con sólo una interrupción en la temporada 1971-1972 (compitieron en la 2ª División Húngara. En 1985, descendieron a la B Division y en 1992, a la 3ª División Húngara.
En 1994, se trasladaron a la ciudad de Pécsvárad. En el año 2000, ganaron la 3ª División Húngara y volvieron a Pécs. En 2003, regresaron después de 18 años, a la A Division. El mayor logro del club llegó en la temporada 2008-2009, ya que se proclamaron campeones de copa y fueron subcampeones de liga. A principios de la temporada 2009-2010, ganaron la Supercopa Húngara.
En la ciudad de Pécs había otro equipo de baloncesto, el PEAC, que jugó en la 1ª División Húngara en los años 1940's y 1950's. En los años 1990's jugaron bajo el nombre de Matáv SE Pécs. Hasta hace poco, estaban en la B Division.

## Nombres
| Denominación          | Período       |
| --------------------- | ------------- |
| Pécsi VSK             | 1944-1948     |
| Pécsi Lokomotív       | 1948-1954     |
| Pécsi Törekvés        | 1954-1956     |
| Pécsi VSK             | 1956-1994     |
| PVSK-Pécsvárad        | 1994-2000     |
| PVSK-Panthers         | 2000-2004     |
| PVSK-Pécs Expo        | 2004-2006     |
| PVSK-Expo Center Pécs | 2006-2008     |
| Pécsi VSK-Pannonpower | 2008-2017     |
| Pécsi VSK-Veolia      | 2017–presente |

## Registro por Temporadas
| Temporada | Competición Doméstica | Competición Doméstica | Competición Doméstica | Competición Doméstica | Copa Húngara     | Competición Europea |
| Temporada | División              | Liga                  | Posición              | Play-Offs             | Copa Húngara     | Competición Europea |
| --------- | --------------------- | --------------------- | --------------------- | --------------------- | ---------------- | ------------------- |
| 2000–01   | 2ª                    | B Division            | 8º                    | –                     | –                | –                   |
| 2001–02   | 2ª                    | B Division            | 3º                    | –                     | –                | –                   |
| 2002–03   | 2ª                    | B Division            | –                     | –                     | –                | –                   |
| 2003–04   | 1ª                    | A Division            | 10º                   | –                     | –                | –                   |
| 2004–05   | 1ª                    | A Division            | 4º                    | Cuartos de Final      | –                | –                   |
| 2005–06   | 1ª                    | A Division            | 7º                    | Semifinales           | –                | –                   |
| 2006–07   | 1ª                    | A Division            | 4º                    | 3ª Plaza              | 3ª Plaza         | –                   |
| 2007–08   | 1ª                    | A Division            | 3º                    | Cuartos de Final      | –                | –                   |
| 2008–09   | 1ª                    | A Division            | 1º                    | Subcampeones          | Campeones        | –                   |
| 2009–10   | 1ª                    | A Division            | 11º                   | –                     | –                | –                   |
| 2010–11   | 1ª                    | A Division            | 8º                    | Cuartos de Final      | –                | –                   |
| 2011–12   | 1ª                    | A Division            | 7º                    | Cuartos de Final      | –                | –                   |
| 2012–13   | 1ª                    | A Division            | 8º                    | Cuartos de Final      | –                | –                   |
| 2013–14   | 1ª                    | A Division            | 7º                    | Cuartos de Final      | –                | –                   |
| 2014–15   | 1ª                    | A Division            | 7º                    | Cuartos de Final      | Cuartos de Final | –                   |
| 2015–16   | 1ª                    | A Division            | 7º                    | Cuartos de Final      | 4ª Plaza         | –                   |
| 2016–17   | 1ª                    | A Division            | 6º                    | Cuartos de Final      | Cuartos de Final | –                   |
| 2017–18   | 1ª                    | A Division            | 6º                    | Cuartos de Final      | Cuartos de Final | –                   |

## Palmarés

### Liga
- A Division

-   - Subcampeones (1): 2009
  - Terceros (1): 2007

### Copas
- Copa Húngara

-   -  Campeones (1): 2009

-   - Terceros (2): 1983, 2007

- Supercopa Húngara

-   -  Campeones (1): 2009

## Jugadores destacados
| - Mladen Gambiroža - Feđa Jovanović - İsmet Sejfić - Veljko Budimir - Matija Češković - Srđan Helbich - Stojan Ivković - Ante Kapov - Ivan Kartelo - Bojan Lapov - Hrvoje Oršulić - Ivan Perinčić - Marino Šarlija - Nikola Vladović - Csanád Antóni - Zoltán Balogh - Zoltán Bencze - Olivér Bíró - Bence Bödör - Gábor Boros - Ádám Csabay - Ferenc Csirke - László Czigler | - Bence Czukor - Attila Deák - Gábor Dénes - Attila Demeter - János Eilingsfeld - Csaba Fehér - Márton Fodor - Gábor Fülöp - Levente Gémes - Péter Grebenár - Ákos Halász - Tamás Harazin - Bálint Horti - Zoltán Horváth - Gergely Hosszú - Kornél Kiss - Ákos Kovács - Balázs Kovács - Péter Kovács - Márk Kővágó-Laska - Csaba Kucsora - Gergely Kutasi - Péter Lakatos | - Péter Likar - Richárd Mészáros - Krisztián Nagy - László Orosz - György Pólya - Marcell Pongó - Balázs Popgyákunik - Miklós Radnóti - András Ruják - Balázs Simon - Kristóf Simon - Ádám Sipos - Péter Somogyfoki - Zoltán Supola - Balázs Szőke - Norbert Tóth - Ákos Vágvölgyi - Roland Varga - Krisztián Wittmann - Benson Egemonye - Norbert Paşcu - Fall El Hadji - Dragan Aleksić | - Željko Bojović - Nenad Čanak - Andrija Cirić - Nemanja Kovačević - Nikola Vasojević - Martin Pahlmblad - Rahsaan Ames - Raheem Appleby - Tate Decker - Anthony Dill - Jara Doyne - Jabril Durham - Muhammad El-Amin - Anthony Fisher - Garrett Green - Todd Hendley - Thomas Kelley - Kyle Luckett - Delmonte Madison - Anthony Nelson - Donta Richardson - Ronnie Ross - Corey Santee | - Chris Smith - Jermaine Spivey - Will Walker - Devonta White - Nick Williams - Fabricio Vay - Srđan Stojanović - Sergian Karageorgiou - Veljko Dragašević - Nebojša Dukić - Boris Krnjajski - Marko Popadić - Ivan Mišković - Ricky Hickman - Brad Loesing - Chris Mortellaro - Alex Legion |